# Liră malteză
Liră malteză (cod ISO 4217: MTL) a fost unitatea monetară oficială a Maltei.